# 候任、現任及離任行政長官及主要官員的保障制度
《候任、現任及離任行政長官及主要官員的保障制度》法案，簡稱「離補」法（粵語發音近似「離譜」法），是於2013年12月16日由澳門特別行政區政府提交澳門立法會審議，在「一般性討論及表決」獲得通過的法案。之後政府再向立法會建議將公務員或非公務員出身主要官員，一次性離任補償由原先的14%調升至30%；在表決前引起澳門市民強烈不滿，於2014年5月25日下午舉行2014年澳門反離補大遊行，要求政府撤回法案。

## 法案重點
建議立法設立特首及9名主要官員的福利制度，包括：
- 特首離任後可取得相等於月薪七成的長俸
- 主要官員離任則可獲得額外一次過補償，相當於任職月份乘以月薪的14%至30%
- 建議特首在任期內可享有刑事豁免權

以時任澳門特首崔世安為例，他於1999年至2009年擔任社會文化司司長10年、可獲700多萬澳門元離任補償，離任特首時另可領取每月約18.9萬澳門元「長俸」。

## 進展
1. 2013年12月16日政府交于立法會審議，在「一般性討論及表決」獲得通過[3]
2. 政府再向立法會建議將公務員或非公務員出身主要官員，一次性離任補償由原先的14%調升至30%，並會於2014年5月27日表決。
3. 2014年5月25日下午，逾二萬名澳門市民參與2014年澳門反離補大遊行，要求政府撤回法案。
4. 2014年5月25日晚上，行政會召開緊急會議，要求將有關高官保障制度法案重新提交至立法會。
5. 2014年5月26日，崔世安提出取消原定於2014年5月27日討論的「離補」法案議程。
6. 2014年5月27日，立法會議員吳國昌提出「撤回《高官離補法案》致意動議」，被否決[4]。
7. 2014年5月27日下午，約七千名澳門市民包圍立法會，要求政府撤回法案。
8. 2014年5月29日上午，崔世安宣佈，將致函立法會撤回《候任及離任行政長官及主要官員的保障制度》草案。[5]

## 爭議
澳門市民對於「離補」法的推行，有下列爭議：
- 為何一般公務員都沒有「長俸」制度下，特首及主要官員卻可擁有「長俸」制度。
- 主要官員表現未達市民預期，為何還可收取更多褔利？
- 沒有作「全民咨詢」就草草推出法案
- 為何特首可享「刑事豁免權」，是否為自己訂做「保護傘」?